# Neotamias
Neotamias – rodzaj ssaków z podrodziny afrowiórek (Xerinae) w obrębie rodziny wiewiórkowatych (Sciuridae). 

## Rozmieszczenie geograficzne
Rodzaj obejmuje gatunki występujące  w Ameryce Północnej.

## Morfologia
Długość ciała (bez ogona) 106–227 mm, długość ogona 80,3–119 mm; masa ciała 35,8–180 g.

## Systematyka
Rodzaj zdefiniował w 1929 roku amerykański teriolog i ornitolog Arthur Holmes Howell w artykule zatytułowanym Rewizja amerykańskich pręgowców (rodzaje Tamias i Eutamias), opublikowanym w czasopiśmie „North American Fauna”. Gatunkiem typowym jest  (oryginalne oznaczenie) pręgowiec zaroślowy (N. merriami). 

### Etymologia
Neotamias: gr. νεος neos ‘nowy’; rodzaj Tamias Illiger, 1811 (pręgowiec).

### Podział systematyczny
Takson tradycyjnie umieszczany w randze podrodzaju w obrębie Tamias lecz badania przeprowadzone w 2015 roku wykazały, że jest to odrębny rodzaj. Do rodzaju Neotamias zaliczane są następujące gatunki:
| Grafika | Gatunek                   | Autor i rok opisu                | Nazwa zwyczajowa      | Podgatunki         | Rozmieszczenie geograficzne | Podstawowe wymiary                                 | Status IUCN |
| ------- | ------------------------- | -------------------------------- | --------------------- | ------------------ | --- | -------------------------------------------------- | ----------- |
|         | Neotamias minimus         | (Bachman, 1839)                  | pręgowiec malutki     | 18 podgatunków     | Kanada (od Jukonu na wschód do zachodniego Quebecu) i zachodnie Stany Zjednoczone (na południe do Kalifornii, Arizony i Nowego Meksyku)                                                                      | DC: 10,6–11,4 cm DO: 1,8–8,5 cm MC: 44–50 g        | LC          |
|         | Neotamias grisescens      | (A.H. Howell, 1925)              |                       | gatunek monotypowy | endemit Stanów Zjednoczonych: środkowy Waszyngton | DC: około 9,8 cm DO: około 7,9 cm MC: brak danych  | NE          |
|         | Neotamias alpinus         | (C.H. Merriam, 1893)             | pręgowiec halny       | gatunek monotypowy | endemit Stanów Zjednoczonych: Sierra Nevada, od Tuolumne do Tulare (południowo-środkowa Kalifornia); zakres wysokości: 2300–3900 m n.p.m.                                                                    | DC: 10,5–10,6 cm DO: 6,9–7,5 cm MC: około 36 g     | LC          |
|         | Neotamias panamintinus    | (C.H. Merriam, 1893)             | pręgowiec skalny      | 2 podgatunki       | endemit Stanów Zjednoczonych: góry w południowo-zachodniej Nevadzie i południowo-wschodniej Kalifornii; zakres wysokości: 1230–3180 m n.p.m.                                                                 | DC: 10,7–11,9 cm DO: 8,7–9,2 cm MC: 53–54 g        | LC          |
|         | Neotamias speciosus       | (C.H. erriam, 1890)              | pręgowiec sekwojowy   | 4 podgatunki       | endemit Stanów Zjednoczonych: Sierra Nevada na południe do gór San Bernardino i San Gabriel oraz Mount Pinos (wschodnia Kalifornia i skrajnie zachodnia Nevada); zakres wysokości: 1500–3300 m n.p.m.        | DC: 12,2–12,7 cm DO: 8,7–9,5 cm MC: 57–63 g        | LC          |
|         | Neotamias quadrimaculatus | (J.E. Gray, 1867)                | pręgowiec długouchy   | gatunek monotypowy | endemit Stanów Zjednoczonych: Sierra Nevada (wschodnio-środkowa Kalifornia i zachodnio-środkowa Nevada); zakres wysokości: 960–2250 m n.p.m.                                                                 | DC: 13,6–13,8 cm DO: 9,4–10,3 cm MC: 78–87 g       | LC          |
|         | Neotamias ruficaudus      | (A.H. Howell, 1920)              | pręgowiec rudoogonowy | 2 podgatunki       | Kanada (południowo-wschodnia Kolumbia Brytyjska i południowo-zachodnia Alberta) i Stany Zjednoczone (wschodni Waszyngton, północno-wschodnie Idaho i zachodnia Montana); zakres wysokości: 720–2400 m n.p.m. | DC: 12,2–12,7 cm DO: 9,8–10,9 cm MC: 57–67 g       | LC          |
|         | Neotamias umbrinus        | (J.A. Allen, 1890)               | pręgowiec górski      | 7 podgatunków      | endemit Stanów Zjednoczonych: skrajnie południowa Montana na południe do wschodniej Kalifornii, północnej Arizony i północnego Kolorado                                                                      | DC: 12,2–12,5 cm DO: 8,9–11,9 cm MC: 51–74 g       | LC          |
|         | Neotamias palmeri         | (C.H. Merriam, 1897)             | pręgowiec skryty      | gatunek monotypowy | endemit Stanów Zjednoczonych: góry Spring w Clark (południowa Nevada); zakres wysokości: 2100–3600 m n.p.m.                                                                                                  | DC: 12,5–12,6 cm DO: 8–9,8 cm MC: 52–60 g          | EN          |
|         | Neotamias dorsalis        | (S.F. Baird, 1855)               | pręgowiec urwiskowy   | 6 podgatunków      | południowo-zachodnie Stany Zjednoczone (od południowego Idaho i południowego Wyoming) do północnego Meksyku (na południe do Sinaloa i północno-zachodniego Durango; Sierra del Carmen w Coahuila)            | DC: 12,3–12,8 cm DO: 9,4–10,4 cm MC: 65–74 g       | LC          |
|         | Neotamias cinereicollis   | (J.A. Allen, 1890)               | pręgowiec obrożny     | 2 podgatunki       | endemit Stanów Zjednoczonych: środkowa i wschodnia Arizona oraz zachodni Nowy Meksyk; zakres wysokości: 1950–3440 m n.p.m.                                                                                   | DC: 12,9–13,7 cm DO: 9,8–10,8 cm MC: około 70 g    | LC          |
|         | Neotamias quadrivittatus  | (Say, 1823)                      | pręgowiec czteropręgi | 3 podgatunki       | endemit Stanów Zjednoczonych: wschodnie Utah, Kolorado, północna Arizona, Nowy Meksyk i skrajnie zachodnia Oklahoma; zakres wysokości: 1380–3360 m n.p.m.                                                    | DC: 12,5–13,2 cm DO: około 10 cm MC: 45–70 g       | LC          |
|         | Neotamias rufus           | (Hoffmeister & L.S. Ellis, 1979) | pręgowiec zwinny      | gatunek monotypowy | endemit Stanów Zjednoczonych: wschodnie Utah, zachodnie Kolorado i północno-wschidnia Arizona; zakres wysokości: 1290–2700 m n.p.m.                                                                          | DC: 12–12,4 cm DO: 9,1–9,5 cm MC: 53–58 g          | LC          |
|         | Neotamias bulleri         | (J.A. Allen, 1889)               | pręgowiec stokowy     | gatunek monotypowy | endemit Meksyku: Sierra Madre Zachodnia (granica pomiędzy Durango, Zacatecas i Jalisco); zakres wysokości: 2100–2400 m n.p.m.                                                                                | DC: 13–13,4 cm DO: 8,5–10,5 cm MC: 66–75 g         | VU          |
|         | Neotamias canipes         | (V.O. Bailey, 1902)              | pręgowiec szarostopy  | 2 podgatunki       | endemit Stanów Zjednoczonych: Nowy Meksyk (góry Capitan, Jicarilla, Gallinas i Sacramento) i zachodni Teksas (góry Sierra Diablo i Guadalupe); zakres wysokości: 1600–3600 m n.p.m.                          | DC: 12,9–13,2 cm DO: 9,8–10,8 cm MC: około 70 g    | LC          |
|         | Neotamias solivagus       | (A.H. Howell, 1922)              |                       | gatunek monotypowy | endemit Meksyku: Sierra del Carmen i Sierra Madre Wschodnia (południowo-wschodnia Coahuila i zachodnio-środkowy Nuevo León); zakres wysokości: 2550–2850 m n.p.m.                                            | DC: 11,9–14,4 cm DO: 8,5–11,2 cm MC: około 83 g    | NE          |
|         | Neotamias durangae        | (J.A. Allen, 1903)               | pręgowiec meksykański | gatunek monotypowy | endemit Meksyku: Sierra Madre Zachodnia od skrajnie zachodniej Chihuahua na południe do zachodniego Durango; zakres wysokości: 1950–2550 m n.p.m.                                                            | DC: 12,5–15,6 cm DO: 8–11 cm MC: około 83 g        | LC          |
|         | Neotamias obscurus        | (J.A. Allen, 1890)               | pręgowiec gęstwinowy  | 3 podgatunki       | Stany Zjednoczone (od południowej Kalifornii) na południe do północno-zachodniego Meskyku (Półwysep Kalifornijski); zakres wysokości: 1200–3000 m n.p.m.                                                     | DC: 12,4–12,8 cm DO: 10,3–11,7 cm MC: około 69 g   | LC          |
|         | Neotamias merriami        | (J.A. Allen, 1889)               | pręgowiec zaroślowy   | 3 podgatunki       | Stany Zjednoczone (środkowa i południowa Kalifornia) na południe do północno-zachodniego Meksyku (skrajnie północna Kalifornia Dolna); zakres wysokości: 0–2940 m n.p.m.                                     | DC: 13,2–13,5 cm DO: 10,6–11,6 cm MC: 68–71 g      | LC          |
|         | Neotamias sonomae         | (J. Grinnell, 1915)              | pręgowiec pacyficzny  | 2 podgatunki       | endemit Stanów Zjednoczonych: północno-zachodnia Kalifornia (Siskiyou do Zatoki San Francisco); zakres wysokości: poniżej 1800 m n.p.m.                                                                      | DC: 13,3–13,8 cm DO: 10,6–11,2 cm MC: około 70 g   | LC          |
|         | Neotamias senex           | (J.A. Allen, 1890)               | pręgowiec leśny       | 2 podgatunki       | endemit Stanów Zjednoczonych: Sierra Nevada, Góry Kaskadowe i inne pasma górskie (środkowy Oregon, północna Kalifornia i zachodnia Nevada); zakres wysokości: 1200–1800 m n.p.m.                             | DC: 14,3–14,7 cm DO: 10,3–10,7 cm MC: 86–94 g      | LC          |
|         | Neotamias townsendii      | (Bachman, 1839)                  | pręgowiec piarżyskowy | 2 podgatunki       | Kanada (południowoi-zachodnia Kolumbia Brytyjska) i Stany Zjednoczone (Waszyngton i Oregon) | DC: 13,9–14,6 cm DO: 11–11,6 cm MC: 70–76 g        | LC          |
|         | Neotamias ochrogenys      | (C.H. Merriam, 1897)             | pręgowiec żółtolicy   | gatunek monotypowy | endemit Stanów Zjednoczonych: północne wybrzeża Kalifornii, od rzeki Van Duzen do południowej Sonomy; zakres wysokości: 0–1280 m n.p.m.                                                                      | DC: 14,8–15,2 cm DO: 10,9–11,5 cm MC: 80–180 g     | LC          |
|         | Neotamias amoenus         | (J.A. Allen, 1890)               | pręgowiec sosnowy     | 13 podgatunków     | Kanada (środkowa Kolumbia Brytyjska i południowo-zachodnia Alberta) i Stany Zjednoczone (na południe do Kalifornii, północnej Nevady i północno-zachodniego Utah); zakres wysokości: do 3000 m n.p.m.        | DC: 11,9–12,3 cm DO: 8,6–9,5 cm MC: 43–58 g        | LC          |
|         | Neotamias cratericus      | (Blossom, 1937)                  |                       | gatunek monotypowy | endemit Stanów Zjednoczonych: Butte, południowe Idaho | DC: około 11,3 cm DO: około 9,7 cm MC: brak danych | NE          |
|         | Neotamias siskiyou        | (A.H. Howell, 1922)              | pręgowiec świerkowy   | 2 podgatunki       | endmeit Stanów Zjednoczonych: góry Siskiyou (południowo-zachodni Oregon i północno-zachodnia Kalifornia); zakres wysokości: 1830–2135 m n.p.m.                                                               | DC: 14,4–14,7 cm DO: 10,5–10,7 cm MC: około 75 g   | LC          |

Kategorie IUCN:  LC  – gatunek najmniejszej troski,  VU  – gatunek narażony,  EN  – gatunek zagrożony;  NE  – gatunki niepoddane jeszcze ocenie.
Opisano również gatunek wymarły z miocenu Ameryki Północnej:
- Neotamias malloryi (J.E. Martin, 1998)